# Jessica Simpson découvre le monde

Jessica Simpson découvre le monde ou The Price Of Beauty en version originale, est un programme ayant pour principal protagoniste Jessica Simpson.
Le but de l'émission est de faire découvrir la beauté intérieure à travers différentes cultures.
Jessica Simpson voyage alors aux États-Unis, au Brésil, au Maroc, au Japon, l'Ouganda, l'Inde, La France et La Thaïlande.

## Impact
La première de l'émission est diffusée depuis le 15 mars 2010 sur la chaîne américaine VH1,,.
Le premier épisode a attiré plus de 1 million de téléspectateurs,.
L'émission est diffusée en juillet 2010 en France sur MTV sous le nom de Jessica Simpson Découvre Le Monde.

## Fiche technique
La série de documentaires comprend 8 épisodes de 25 minutes.
- Jessica Simpson Découvre Le Monde Épisode 01 : Thaïlande
- Jessica Simpson Découvre Le Monde Épisode 02 : France
- Jessica Simpson Découvre Le Monde Épisode 03 : Inde
- Jessica Simpson Découvre Le Monde Épisode 04 : Ouganda
- Jessica Simpson Découvre Le Monde Épisode 05 : Maroc
- Jessica Simpson Découvre Le Monde Épisode 06 : Japon
- Jessica Simpson Découvre Le Monde Épisode 07 : Brésil
- Jessica Simpson Découvre Le Monde Épisode 08 : États-Unis

## Musique
Le générique de l'émission Who We Are, est d'ailleurs interprétée par Jessica Simpson.

## Nominations et Récompenses
Le programme obtient une nomination aux Teen Choice Awards. 

## Liens Externes
- MTV
- Première
- Elle
- Fan 2